# Liste der meistverkauften Sachbücher in Deutschland
Die Liste der meistverkauften Sachbücher in Deutschland wurde zunächst vom Institut für Demoskopie Allensbach erstellt; seit dem 25. Oktober 1971 wird sie von Buchreport im Auftrag des Spiegels ermittelt.

## Listen

### 1961 ff.
| 1961 | 1962 |
| --- | --- |
| - Hans Graf von Lehndorff – Ostpreußisches Tagebuch. Aufzeichnungen eines Arztes aus den Jahren 1945 bis 1947 - 3 Wochen (18. Oktober – 7. November, insgesamt 20 Wochen) - Peter Bamm – An den Küsten des Lichts - 10 Wochen (8. November 1961 – 16. Januar 1962) | - Peter Bamm – An den Küsten des Lichts - 10 Wochen (8. November 1961 – 16. Januar 1962) - Hans Graf von Lehndorff – Ostpreußisches Tagebuch. Aufzeichnungen eines Arztes aus den Jahren 1945 bis 1947 - 17 Wochen (17. Januar – 15. Mai, insgesamt 20 Wochen) - Friedrich L. Boschke – Die Schöpfung ist noch nicht zu Ende - 12 Wochen (16. Mai – 7. August) - Klaus Mehnert – Peking und Moskau - 30 Wochen (8. August 1962 – 5. März 1963) |
| 1963 | 1964 |
| - Klaus Mehnert – Peking und Moskau - 30 Wochen (8. August 1962 – 5. März 1963) - Marion Gräfin Dönhoff – Namen, die keiner mehr nennt - 14 Wochen (6. März – 11. Juni) - Ulrich Sonnemann – Das Land der unbegrenzten Zumutbarkeiten - 3 Wochen (12. Juni – 2. Juli) - Carl Amery – Die Kapitulation - 14 Wochen (3. Juli – 8. Oktober) - Bertrand Russell – Warum ich kein Christ bin - 1 Woche (9. Oktober – 15. Oktober) - Werner Keller – Und die Bibel hat doch recht – in Bildern - 2 Wochen (16. Oktober – 29. Oktober) - Theodor Heuss – Erinnerungen 1905 bis 1933 - 29 Wochen (30. Oktober 1963 – 19. Mai 1964, insgesamt 31 Wochen) | - Theodor Heuss – Erinnerungen 1905 bis 1933 - 29 Wochen (30. Oktober 1963 – 19. Mai 1964, insgesamt 31 Wochen) - Rudolf Pörtner – Die Erben Roms - 2 Wochen (20. Mai – 2. Juni, insgesamt 5 Wochen) - Theodor Heuss – Erinnerungen 1905 bis 1933 - 2 Wochen (3. Juni – 16. Juni, insgesamt 31 Wochen) - Rudolf Pörtner – Die Erben Roms - 1 Woche (17. Juni – 23. Juni, insgesamt 5 Wochen) - Hans Habe – Der Tod in Texas - 1 Woche (24. Juni – 30. Juni, insgesamt 16 Wochen) - Rudolf Pörtner – Die Erben Roms - 2 Wochen (1. Juli – 14. Juli, insgesamt 5 Wochen) - Hans Habe – Der Tod in Texas - 12 Wochen (15. Juli – 6. Oktober, insgesamt 16 Wochen) - Marion Gräfin Dönhoff / Rudolf Walter Leonhardt / Theo Sommer – Reise in ein fernes Land - 2 Wochen (7. Oktober – 20. Oktober, insgesamt 7 Wochen) - Hans Habe – Der Tod in Texas - 3 Wochen (21. Oktober – 10. November, insgesamt 16 Wochen) - Marion Gräfin Dönhoff / Rudolf Walter Leonhardt / Theo Sommer – Reise in ein fernes Land - 5 Wochen (11. November – 15. Dezember, insgesamt 7 Wochen) - Hanna Frielinghaus-Heuss – Heuss Anekdoten - 12 Wochen (16. Dezember 1964 – 9. März 1965) |
| 1965 | 1966 |
| - Hanna Frielinghaus-Heuss – Heuss Anekdoten - 12 Wochen (16. Dezember 1964 – 9. März 1965) - Heinrich Böll (Vorwort) – Weltausstellung der Photographie - 12 Wochen (10. März – 1. Juni) - Jean-Paul Sartre – Die Wörter - 21 Wochen (2. Juni – 26. Oktober) - Françoise Gilot / Carlton Lake – Leben mit Picasso - 1 Woche (27. Oktober – 2. November) - Konrad Adenauer – Erinnerungen 1945 – 1953 - 18,71 Wochen (3. November 1965 – 13. März 1966) | - Konrad Adenauer – Erinnerungen 1945 – 1953 - 18,71 Wochen (3. November 1965 – 13. März 1966) - Peter Bamm – Alexander oder Die Verwandlung der Welt - 2 Wochen (14. März – 27. März) - Oleg Wladimirowitsch Penkowski – Geheime Aufzeichnungen - 7 Wochen (28. März – 15. Mai, insgesamt 10 Wochen) - Wilhelm Fucks – Formeln zur Macht - 1 Woche (16. Mai – 22. Mai) - Oleg Wladimirowitsch Penkowski – Geheime Aufzeichnungen - 3 Wochen (23. Mai – 12. Juni, insgesamt 10 Wochen) - Karl Jaspers – Wohin treibt die Bundesrepublik? - 18 Wochen (13. Juni – 16. Oktober) - Carl Zuckmayer – Als wär’s ein Stück von mir - 32 Wochen (17. Oktober 1966 – 28. Mai 1967, insgesamt 37 Wochen) |
| 1967 | 1968 |
| - Carl Zuckmayer – Als wär’s ein Stück von mir - 32 Wochen (17. Oktober 1966 – 28. Mai 1967, insgesamt 37 Wochen) - Konrad Adenauer – Erinnerungen 1953 – 1955 - 2 Wochen (29. Mai – 11. Juni) - Carl Zuckmayer – Als wär’s ein Stück von mir - 5 Wochen (12. Juni – 16. Juli, insgesamt 37 Wochen) - Klaus Mehnert – Der deutsche Standort - 38 Wochen (17. Juli 1967 – 7. April 1968) | - Klaus Mehnert – Der deutsche Standort - 38 Wochen (17. Juli 1967 – 7. April 1968) - Jean-Jacques Servan-Schreiber – Die amerikanische Herausforderung - 35 Wochen (8. April – 8. Dezember, insgesamt 36 Wochen) - Erich von Däniken – Erinnerungen an die Zukunft - 12 Wochen (9. Dezember 1968 – 2. März 1969) |
| 1969 | 1970 |
| - Erich von Däniken – Erinnerungen an die Zukunft - 12 Wochen (9. Dezember 1968 – 2. März 1969) - Jean-Jacques Servan-Schreiber – Die amerikanische Herausforderung - 1 Woche (3. März – 9. März, insgesamt 36 Wochen) - André Malraux – Anti-Memoiren - 1 Woche (10. März – 16. März) - Heinz Haber – Der offene Himmel - 4 Wochen (17. März – 13. April) - James D. Watson – Die Doppelhelix - 7 Wochen (14. April – 1. Juni) - Ferdinand Lundberg – Die Reichen und die Superreichen - 12 Wochen (2. Juni – 17. August) - Heinz Haber – Unser Mond - 4 Wochen (18. August – 14. September, insgesamt 6 Wochen) - Werner Büdeler – Projekt Apollo - 1 Woche (15. September – 21. September, insgesamt 4 Wochen) - Heinz Haber – Unser Mond - 2 Wochen (22. September – 5. Oktober, insgesamt 6 Wochen) - Werner Büdeler – Projekt Apollo - 3 Wochen (6. Oktober – 26. Oktober, insgesamt 4 Wochen) - Erich von Däniken – Zurück zu den Sternen - 4 Wochen (27. Oktober – 23. November, insgesamt 8 Wochen) - Albert Speer – Erinnerungen - 1 Woche (24. November – 30. November, insgesamt 5 Wochen) - Erich von Däniken – Zurück zu den Sternen - 2 Wochen (1. Dezember – 14. Dezember, insgesamt 18 Wochen) - Albert Speer – Erinnerungen - 2 Wochen (15. Dezember – 28. Dezember, insgesamt 5 Wochen) - Erich von Däniken – Zurück zu den Sternen - 2 Wochen (29. Dezember 1969 – 11. Januar 1970, insgesamt 18 Wochen) | - Erich von Däniken – Zurück zu den Sternen - 2 Wochen (29. Dezember 1969 – 11. Januar 1970, insgesamt 18 Wochen) - Albert Speer – Erinnerungen - 2 Wochen (12. Januar – 25. Januar, insgesamt 5 Wochen) - Erich von Däniken – Zurück zu den Sternen - 10 Wochen (26. Januar – 5. April, insgesamt 18 Wochen) - Karl Steinbuch – Programm 2000 - 10 Wochen (6. April – 14. Juni) - Walter Robert Fuchs – Eltern entdecken die neue Mathematik - 1 Woche (15. Juni – 21. Juni) - Laurence J. Peter / Raymond Hull – Das Peter-Prinzip - 2 Wochen (22. Juni – 5. Juli) - Hakan Hedberg – Die japanische Herausforderung - 1 Woche (6. Juli – 12. Juli) - Jean-Jacques Servan-Schreiber – Die befreite Gesellschaft - 15 Wochen (13. Juli – 25. Oktober) - Werner Keller – Denn sie entzündeten das Licht - 1 Woche (26. Oktober – 1. November, insgesamt 14 Wochen) - Robert Chase Townsend – Hoch lebe die Organisation - 3 Wochen (2. November – 22. November, insgesamt 8 Wochen) - Werner Keller – Denn sie entzündeten das Licht - 1 Woche (23. November – 29. November, insgesamt 14 Wochen) - Robert Chase Townsend – Hoch lebe die Organisation - 3 Wochen (30. November – 13. Dezember, insgesamt 8 Wochen) - Werner Keller – Denn sie entzündeten das Licht - 2 Wochen (14. Dezember – 27. Dezember, insgesamt 14 Wochen) - Robert Chase Townsend – Hoch lebe die Organisation - 2 Wochen (28. Dezember 1970 – 10. Januar 1971, insgesamt 8 Wochen) |

### 1971 ff.
| 1971 | 1972 |
| --- | --- |
| - Robert Chase Townsend – Hoch lebe die Organisation - 2 Wochen (28. Dezember 1970 – 10. Januar 1971, insgesamt 8 Wochen) - Werner Keller – Denn sie entzündeten das Licht - 8 Wochen (11. Januar – 7. März, insgesamt 14 Wochen) - Hoimar von Ditfurth – Kinder des Weltalls - 1 Woche (8. März – 14. März) - Werner Keller – Denn sie entzündeten das Licht - 2 Wochen (15. März – 28. März, insgesamt 14 Wochen) - Heinrich Brüning – Memoiren 1918–1934 - 1 Woche (29. März – 4. April) - Charles de Gaulle – Memoiren der Hoffnung - 2 Wochen (5. April – 18. April) - Gordon Rattray Taylor – Das Selbstmordprogramm - 21 Wochen (19. April – 12. September) - Klaus Mehnert – China nach dem Sturm - 6 Wochen (13. September – 24. Oktober, insgesamt 17 Wochen) - Reinhard Gehlen – Der Dienst - 2 Wochen (25. Oktober – 7. November) - Klaus Mehnert – China nach dem Sturm - 11 Wochen (8. November 1971 – 23. Januar 1972, insgesamt 17 Wochen) | - Klaus Mehnert – China nach dem Sturm - 11 Wochen (8. November 1971 – 23. Januar 1972, insgesamt 17 Wochen) - Esther Vilar – Der dressierte Mann - 4 Wochen (24. Januar – 20. Februar) - C. W. Ceram – Der erste Amerikaner - 32 Wochen (21. Februar – 1. Oktober, insgesamt 64 Wochen) - Erich von Däniken – Aussaat und Kosmos - 1 Woche (2. Oktober – 8. Oktober, insgesamt 6 Wochen) - C. W. Ceram – Der erste Amerikaner - 2 Wochen (9. Oktober – 22. Oktober, insgesamt 64 Wochen) - Erich von Däniken – Aussaat und Kosmos - 5 Wochen (23. Oktober – 26. November, insgesamt 6 Wochen) - C. W. Ceram – Der erste Amerikaner - 30 Wochen (27. November 1972 – 24. Juni 1973, insgesamt 64 Wochen) |
| 1973 | 1974 |
| - C. W. Ceram – Der erste Amerikaner - 30 Wochen (27. November 1973 – 24. Juni 1974, insgesamt 64 Wochen) - Gisela Eberlein – Gesund durch Autogenes Training - 9 Wochen (25. Juni – 26. August) - Gerhard Herm – Die Phönizier - 8 Wochen (27. August – 21. Oktober) - Joachim Fest – Hitler - 17 Wochen (22. Oktober 1973 – 17. Februar 1974) | - Joachim Fest – Hitler - 17 Wochen (22. Oktober 1973 – 17. Februar 1974) - Alexander Issajewitsch Solschenizyn – Archipel Gulag - 39 Wochen (18. Februar – 17. November) - Alexander Issajewitsch Solschenizyn – Archipel Gulag II - 19 Wochen (18. November 1974 – 30. März 1975) |
| 1975 | 1976 |
| - Alexander Issajewitsch Solschenizyn – Archipel Gulag II - 19 Wochen (18. November 1974 – 30. März 1975) - Frederic Vester – Denken, Lernen, Vergessen - 21 Wochen (31. März – 24. August) - Gerhard Herm – Die Kelten - 3 Wochen (25. August – 14. September) - Albert Speer – Spandauer Tagebücher - 22 Wochen (15. September 1975 – 15. Februar 1976) | - Albert Speer – Spandauer Tagebücher - 22 Wochen (15. September 1975 – 15. Februar 1976) - Herbert Gruhl – Ein Planet wird geplündert - 2 Wochen (16. Februar – 29. Februar) - Frederic Vester – Phänomen Streß - 7 Wochen (1. März – 18. April) - Horst-Eberhard Richter – Flüchten oder Standhalten - 25 Wochen (19. April – 10. Oktober) - Julius Hackethal – Auf Messers Schneide - 7 Wochen (11. Oktober – 28. November, insgesamt 8 Wochen) - Hoimar von Ditfurth – Der Geist fiel nicht vom Himmel - 12 Wochen (29. November 1976 – 20. Februar 1977) |
| 1977 | 1978 |
| - Hoimar von Ditfurth – Der Geist fiel nicht vom Himmel - 12 Wochen (29. November 1976 – 20. Februar 1977) - Charles Berlitz – Das Bermuda-Dreieck - 1 Woche (21. Februar – 27. Februar, insgesamt 8 Wochen) - Julius Hackethal – Auf Messers Schneide - 1 Woche (28. Februar – 6. März, insgesamt 8 Wochen) - Charles Berlitz – Das Bermuda-Dreieck - 5 Wochen (7. März – 10. April, insgesamt 8 Wochen) - Gail Sheehy – In der Mitte des Lebens - 11 Wochen (11. April – 26. Juni) - Charles Berlitz – Das Bermuda-Dreieck - 2 Wochen (27. Juni – 10. Juli, insgesamt 8 Wochen) - Julius Hackethal – Nachoperation - 6 Wochen (11. Juli – 21. August) - Charles Berlitz – Spurlos - 5 Wochen (22. August – 25. September) - Raymond Moody – Leben nach dem Tod - 4 Wochen (26. September – 23. Oktober) - Günter Wallraff – Der Aufmacher - 15 Wochen (24. Oktober 1977 – 5. Februar 1978)                                                               | - Günter Wallraff – Der Aufmacher - 15 Wochen (24. Oktober 1977 – 5. Februar 1978) - Robert Jungk – Der Atom-Staat - 9 Wochen (6. Februar – 9. April) - Hans Küng – Existiert Gott? - 15 Wochen (10. April – 23. Juli) - Sebastian Haffner – Anmerkungen zu Hitler - 33 Wochen (24. Juli 1978 – 11. März 1979, insgesamt 43 Wochen) |
| 1979 | 1980 |
| - Sebastian Haffner – Anmerkungen zu Hitler - 33 Wochen (24. Juli 1978 – 11. März 1979, insgesamt 43 Wochen) - Christiane F. – Wir Kinder vom Bahnhof Zoo - 1 Woche (12. März – 18. März, insgesamt 95 Wochen) - Sebastian Haffner – Anmerkungen zu Hitler - 10 Wochen (19. März – 27. Mai, insgesamt 43 Wochen) - Christiane F. – Wir Kinder vom Bahnhof Zoo - 28 Wochen (28. Mai – 9. Dezember, insgesamt 95 Wochen) - Henry Kissinger – Memoiren - 3 Wochen (10. Dezember – 30. Dezember) - Carlo Schmid – Erinnerungen - 3 Wochen (31. Dezember 1979 – 20. Januar 1980) | - Carlo Schmid – Erinnerungen - 3 Wochen (31. Dezember 1979 – 20. Januar 1980) - Christiane F. – Wir Kinder vom Bahnhof Zoo - 8 Wochen (21. Januar – 16. März, insgesamt 95 Wochen) - Peter Scholl-Latour – Der Tod im Reisfeld - 1 Woche (17. März – 23. März, insgesamt 25 Wochen) - Christiane F. – Wir Kinder vom Bahnhof Zoo - 2 Wochen (24. März – 6. April, insgesamt 95 Wochen) - Peter Scholl-Latour – Der Tod im Reisfeld - 17 Wochen (7. April – 3. August, insgesamt 25 Wochen) - Christiane F. – Wir Kinder vom Bahnhof Zoo - 1 Woche (4. August – 10. August, insgesamt 95 Wochen) - Peter Scholl-Latour – Der Tod im Reisfeld - 1 Woche (11. August – 17. August, insgesamt 25 Wochen) - Christiane F. – Wir Kinder vom Bahnhof Zoo - 17 Wochen (18. August – 14. Dezember, insgesamt 95 Wochen) - Peter Scholl-Latour – Der Tod im Reisfeld - 6 Wochen (15. Dezember 1980 – 25. Januar 1981, insgesamt 25 Wochen) |

### 1981 ff.
| 1981 | 1982 |
| --- | --- |
| - Peter Scholl-Latour – Der Tod im Reisfeld - 6 Wochen (15. Dezember 1980 – 25. Januar 1981, insgesamt 25 Wochen) - Christiane F. – Wir Kinder vom Bahnhof Zoo - 37 Wochen (26. Januar – 11. Oktober, insgesamt 95 Wochen) - Hoimar von Ditfurth – Wir sind nicht nur von dieser Welt - 1 Woche (12. Oktober – 18. Oktober, insgesamt 25 Wochen) - Christiane F. – Wir Kinder vom Bahnhof Zoo - 1 Woche (19. Oktober – 25. Oktober, insgesamt 95 Wochen) - Hoimar von Ditfurth – Wir sind nicht nur von dieser Welt - 24 Wochen (26. Oktober 1981 – 11. April 1982, insgesamt 25 Wochen) | - Hoimar von Ditfurth – Wir sind nicht nur von dieser Welt - 24 Wochen (26. Oktober 1981 – 11. April 1982, insgesamt 25 Wochen) - Arnulf Baring – Machtwechsel - 20 Wochen (12. April – 29. August, insgesamt 34 Wochen) - Jonathan Schell – Das Schicksal der Erde - 1 Woche (30. August – 5. September, insgesamt 9 Wochen) - Arnulf Baring – Machtwechsel - 1 Woche (6. September – 12. September, insgesamt 34 Wochen) - Jonathan Schell – Das Schicksal der Erde - 4 Wochen (13. September – 10. Oktober, insgesamt 9 Wochen) - Arnulf Baring – Machtwechsel - 11 Wochen (11. Oktober – 26. Dezember, insgesamt 34 Wochen) - Gordon A. Craig – Über die Deutschen - 1 Woche (27. Dezember 1982 – 2. Januar 1983, insgesamt 4 Wochen) |
| 1983 | 1984 |
| - Gordon A. Craig – Über die Deutschen - 1 Woche (27. Dezember 1982 – 2. Januar 1983, insgesamt 4 Wochen) - Arnulf Baring – Machtwechsel - 2 Wochen (3. Januar – 16. Januar, insgesamt 34 Wochen) - Gordon A. Craig – Über die Deutschen - 1 Woche (17. Januar – 23. Januar, insgesamt 4 Wochen) - Jonathan Schell – Das Schicksal der Erde - 1 Woche (24. Januar – 30. Januar, insgesamt 9 Wochen) - Gordon A. Craig – Über die Deutschen - 2 Wochen (31. Januar – 13. Februar, insgesamt 4 Wochen) - Jonathan Schell – Das Schicksal der Erde - 3 Wochen (14. Februar – 6. März, insgesamt 9 Wochen) - Peter Scholl-Latour – Allah ist mit den Standhaften - 29 Wochen (7. März – 2. Oktober, insgesamt 30 Wochen) - Kurt Langbein / Hans-Peter Martin / Peter Sichrovsky / Hans Weiss – Bittere Pillen - 14 Wochen (3. Oktober 1983 – 8. Januar 1984, insgesamt 49 Wochen) | - Kurt Langbein / Hans-Peter Martin / Peter Sichrovsky / Heinz Weiss – Bittere Pillen - 14 Wochen (3. Oktober 1983 – 8. Januar 1984, insgesamt ? Wochen) - Peter Scholl-Latour – Allah ist mit den Standhaften - 1 Woche (9. Januar – 15. Januar, insgesamt 30 Wochen) - Kurt Langbein / Hans-Peter Martin / Peter Sichrovsky / Heinz Weiss – Bittere Pillen - 35 Wochen (16. Januar – 16. September, insgesamt 49 Wochen) - Rainer Grießhammer – Der Öko-Knigge - 13 Wochen (17. September – 16. Dezember, insgesamt 22 Wochen) - Heinrich Böll – Bild, Bonn, Boenisch - 3 Wochen (17. Dezember 1984 – 6. Januar 1985, insgesamt 9 Wochen) |
| 1985 | 1986 |
| - Heinrich Böll – Bild, Bonn, Boenisch - 3 Wochen (17. Dezember 1984 – 6. Januar 1985, insgesamt 9 Wochen) - Lois Fisher-Ruge – Alltag in Moskau - 1 Woche (7. Januar – 13. Januar) - Heinrich Böll – Bild, Bonn, Boenisch - 1 Woche (14. Januar – 20. Januar, insgesamt 9 Wochen) - Rainer Grießhammer – Der Öko-Knigge - 1 Woche (21. Januar – 27. Januar, insgesamt 22 Wochen) - Heinrich Böll – Bild, Bonn, Boenisch - 3 Wochen (28. Januar – 17. Februar, insgesamt 9 Wochen) - Rainer Grießhammer – Der Öko-Knigge - 1 Woche (18. Februar – 24. Februar, insgesamt 22 Wochen) - Heinrich Böll – Bild, Bonn, Boenisch - 1 Woche (25. Februar – 3. März, insgesamt 9 Wochen) - Rainer Grießhammer – Der Öko-Knigge - 5 Wochen (4. März – 7. April, insgesamt 22 Wochen) - Gerhard Konzelmann – Der unheilige Krieg - 1 Wochen (8. April – 14. April) - Rainer Grießhammer – Der Öko-Knigge - 2 Wochen (15. April – 18. April, insgesamt 22 Wochen) - Douglas R. Hofstadter – Gödel, Escher, Bach - 17 Wochen (29. April – 1. September, insgesamt 19 Wochen) - Heinrich Böll – Bild, Bonn, Boenisch - 1 Woche (2. September – 8. September, insgesamt 9 Wochen) - Douglas R. Hofstadter – Gödel, Escher, Bach - 2 Wochen (9. September – 22. September, insgesamt 19 Wochen) - Hoimar von Ditfurth – So laßt uns denn ein Apfelbäumchen pflanzen - 7 Wochen (23. September – 10. November) - Günter Wallraff – Ganz unten - 22 Wochen (11. November 1985 – 14. April 1986) | - Günter Wallraff – Ganz unten - 22 Wochen (11. November 1985 – 14. April 1986) - Peter Scholl-Latour – Mord am großen Fluß - 32 Wochen (14. April – 23. November) - Gottfried Kirchner (Herausgeber) – Terra-X, neue Folge (Band 2) - 9 Wochen (24. November 1986 – 25. Januar 1987) |
| 1987 | 1988 |
| - Gottfried Kirchner (Herausgeber) – Terra-X, neue Folge (Band 2) - 9 Wochen (24. November 1986 – 25. Januar 1987) - Dieter Hildebrandt – Was bleibt mir übrig - 7 Wochen (26. Januar – 15. März) - Toni Schumacher – Anpfiff - 8 Wochen (16. März – 10. Mai) - Robin Norwood – Wenn Frauen zu sehr lieben - 25 Wochen (11. Mai – 1. November, insgesamt 49 Wochen) - Helmut Schmidt – Menschen und Mächte - 7 Wochen (2. November – 20. Dezember, insgesamt 8 Wochen) - Michail Sergejewitsch Gorbatschow – Perestroika - 3 Wochen (21. Dezember 1987 – 10. Januar 1988, insgesamt 22 Wochen) | - Michail Sergejewitsch Gorbatschow – Perestroika - 3 Wochen (21. Dezember 1987 – 10. Januar 1988, insgesamt 22 Wochen) - Helmut Schmidt – Menschen und Mächte - 1 Woche (11. Januar – 17. Januar, insgesamt 8 Wochen) - Michail Sergejewitsch Gorbatschow – Perestroika - 18 Wochen (18. Januar – 22. Mai, insgesamt 22 Wochen) - Robin Norwood – Wenn Frauen zu sehr lieben - 24 Wochen (23. Mai – 6. November, insgesamt 49 Wochen) - Stephen Hawking – Eine kurze Geschichte der Zeit - 9 Wochen (7. November 1988 – 8. Januar 1989, insgesamt 41 Wochen) |
| 1989 | 1990 |
| - Stephen Hawking – Eine kurze Geschichte der Zeit - 9 Wochen (7. November 1988 – 8. Januar 1989, insgesamt 41 Wochen) - Marion Gräfin Dönhoff – Eine Kindheit in Ostpreußen - 1 Woche (9. Januar – 15. Januar) - Stephen Hawking – Eine kurze Geschichte der Zeit - 25 Wochen (16. Januar – 9. Juli, insgesamt 41 Wochen) - Peter de Rosa – Gottes erste Diener - 1 Woche (10. Juli – 16. Juli, insgesamt 2 Wochen) - Michail Sergejewitsch Gorbatschow – Perestroika - 1 Woche (17. Juli – 23. Juli, insgesamt 22 Wochen) - Peter de Rosa – Gottes erste Diener - 1 Woche (24. Juli – 30. Juli, insgesamt 2 Wochen) - Stephen Hawking – Eine kurze Geschichte der Zeit - 7 Wochen (31. Juli – 17. September, insgesamt 41 Wochen) - Hoimar von Ditfurth – Innenansichten eines Artgenossen - 6 Wochen (18. September – 29. Oktober) - Franz Josef Strauß – Die Erinnerungen - 24 Wochen (30. Oktober 1989 – 15. April 1990, zusammen 25 Wochen) | - Franz Josef Strauß – Die Erinnerungen - 24 Wochen (30. Oktober 1989 – 15. April 1990, zusammen 25 Wochen) - Franz Alt – Jesus – der erste neue Mann - 1 Woche (16. April – 22. April, zusammen 17 Wochen) - Franz Josef Strauß – Die Erinnerungen - 1 Woche (23. April – 29. April, zusammen 25 Wochen) - Franz Alt – Jesus – der erste neue Mann - 15 Wochen (30. April – 12. August, zusammen 17 Wochen) - Harry Valérien / Christian Zentner – Fußball-WM ’90 Italien - 1 Woche (13. August – 19. August, zusammen 7 Wochen) - Franz Alt – Jesus – der erste neue Mann - 1 Woche (20. August – 26. August, zusammen 17 Wochen) - Harry Valérien / Christian Zentner – Fußball-WM ’90 Italien - 5 Wochen (27. August – 30. September, zusammen 7 Wochen) - Helmut Schmidt / Richard von Weizsäcker – Die Deutschen und ihre Nachbarn - 1 Woche (1. Oktober – 7. Oktober, zusammen 17 Wochen) - Harry Valérien / Christian Zentner – Fußball-WM ’90 Italien - 1 Woche (8. Oktober – 14. Oktober, zusammen 7 Wochen) - Helmut Schmidt / Richard von Weizsäcker – Die Deutschen und ihre Nachbarn - 16 Wochen (15. Oktober 1990 – 27. Januar 1991, zusammen 17 Wochen) |

### 1991 ff.
| 1991 | 1992 |
| --- | --- |
| - Helmut Schmidt / Richard von Weizsäcker – Die Deutschen und ihre Nachbarn - 16 Wochen (15. Oktober 1990 – 27. Januar 1991, zusammen 17 Wochen) - Peter Scholl-Latour – Das Schwert des Islam - 23 Wochen (28. Januar – 7. Juli) - Deborah Tannen – Du kannst mich einfach nicht verstehen - 1 Woche (8. Juli – 14. Juli, insgesamt 17 Wochen) - Victor Ostrovsky / Claire Hoy – Der Mossad - 1 Woche (15. Juli – 21. Juli, insgesamt 2 Wochen) - Deborah Tannen – Du kannst mich einfach nicht verstehen - 1 Woche (22. Juli – 28. Juli, insgesamt 17 Wochen) - Victor Ostrovsky / Claire Hoy – Der Mossad - 1 Woche (29. Juli – 4. August, insgesamt 2 Wochen) - Deborah Tannen – Du kannst mich einfach nicht verstehen - 14 Wochen (5. August – 10. November, insgesamt 17 Wochen) - Gabriele Krone-Schmalz – … an Rußland muß man einfach glauben - 1 Woche (11. November – 17. November, insgesamt 2 Wochen) - Deborah Tannen – Du kannst mich einfach nicht verstehen - 1 Woche (18. November – 24. November, insgesamt 17 Wochen) - Gabriele Krone-Schmalz – … an Rußland muß man einfach glauben - 1 Woche (25. November – 1. Dezember, insgesamt 2 Wochen) - Michael Baigent / Richard Leigh – Verschlußsache Jesus - 48 Wochen (2. Dezember 1991 – 1. November 1992) | - Michael Baigent / Richard Leigh – Verschlußsache Jesus - 48 Wochen (2. Dezember 1991 – 1. November 1992) - Rut Brandt – Freundesland - 20 Wochen (2. November 1992 – 21. März 1993) |
| 1993 | 1994 |
| - Rut Brandt – Freundesland - 20 Wochen (2. November 1992 – 21. März 1993) - Al Gore – Wege zum Gleichgewicht - 8 Wochen (22. März – 16. Mai, insgesamt 11 Wochen) - Günter Ogger – Nieten in Nadelstreifen - 1 Woche (17. Mai – 23. Mai, insgesamt 45 Wochen) - Al Gore – Wege zum Gleichgewicht - 3 Wochen (24. Mai – 13. Juni, insgesamt 11 Wochen) - Günter Ogger – Nieten in Nadelstreifen - 44 Wochen (14. Juni 1993 – 17. April 1994, insgesamt 45 Wochen) | - Günter Ogger – Nieten in Nadelstreifen - 44 Wochen (14. Juni 1993 – 17. April 1994, insgesamt 45 Wochen) - Günter Ogger – Das Kartell der Kassierer - 9 Wochen (18. April – 19. Juni) - Tom Baccei – Das magische Auge - 13 Wochen (20. Juni – 18. September, insgesamt 15 Wochen) - Tom Baccei – Das magische Auge II - 2 Wochen (19. September – 2. Oktober, insgesamt 7 Wochen) - Tom Baccei – Das magische Auge - 1 Woche (3. Oktober – 9. Oktober, insgesamt 15 Wochen) - Tom Baccei – Das magische Auge II - 3 Wochen (10. Oktober – 30. Oktober, insgesamt 7 Wochen) - Tom Baccei – Das magische Auge - 1 Wochen (31. Oktober – 6. November, insgesamt 15 Wochen) - Tom Baccei – Das magische Auge II - 2 Wochen (7. November – 20. November, insgesamt 7 Wochen) - Tom Baccei – Das magische Auge III - 6 Wochen (21. November 1994 – 1. Januar 1995) |
| 1995 | 1996 |
| - Tom Baccei – Das magische Auge III - 6 Wochen (21. November 1994 – 1. Januar 1995) - Ulrich Wickert – Der Ehrliche ist der Dumme - 35 Wochen (2. Januar – 3. September) - Ute Ehrhardt – Gute Mädchen kommen in den Himmel, böse überall hin - 57 Wochen (4. September 1995 – 6. Oktober 1996, insgesamt 107 Wochen) | - Ute Ehrhardt – Gute Mädchen kommen in den Himmel, böse überall hin - 57 Wochen (4. September 1995 – 6. Oktober 1996, insgesamt 107 Wochen) - Daniel Goldhagen – Hitlers willige Vollstrecker - 6 Wochen (7. Oktober – 17. November) - Ute Ehrhardt – Gute Mädchen kommen in den Himmel, böse überall hin - 50 Wochen (18. November 1996 – 2. November 1997, insgesamt 107 Wochen) |
| 1997 | 1998 |
| - Ute Ehrhardt – Gute Mädchen kommen in den Himmel, böse überall hin - 50 Wochen (18. November 1996 – 2. November 1997, insgesamt 107 Wochen) - Richard von Weizsäcker – Vier Zeiten - 22 Wochen (3. November 1997 – 5. April 1998) | - Richard von Weizsäcker – Vier Zeiten - 22 Wochen (3. November 1997 – 5. April 1998) - Dale Carnegie – Sorge dich nicht, lebe! - 2 Wochen (6. April – 19. April) - Jon Krakauer – In eisige Höhen - 38 Wochen (20. April 1998 – 10. Januar 1999, insgesamt 39 Wochen) |
| 1999 | 2000 |
| - Jon Krakauer – In eisige Höhen - 38 Wochen (20. April 1998 – 10. Januar 1999, insgesamt 39 Wochen) - Waris Dirie – Wüstenblume - 1 Woche (11. Januar – 17. Januar, insgesamt 26 Wochen) - Jon Krakauer – In eisige Höhen - 1 Woche (18. Januar – 24. Januar, insgesamt 39 Wochen) - Waris Dirie – Wüstenblume - 25 Wochen (25. Januar – 18. Juli, insgesamt 26 Wochen) - Sigrid Damm – Christiane und Goethe - 12 Wochen (19. Juli – 10. Oktober) - Marcel Reich-Ranicki – Mein Leben - 53 Wochen (11. Oktober 1999 – 15. Oktober 2000) | - Marcel Reich-Ranicki – Mein Leben - 53 Wochen (11. Oktober 1999 – 15. Oktober 2000) - Lance Armstrong – Tour des Lebens - 1 Woche (16. Oktober – 22. Oktober, insgesamt 2 Wochen) - Dietrich Schwanitz – Bildung - 1 Woche (23. Oktober – 29. Oktober, insgesamt 6 Wochen) - Lance Armstrong – Tour des Lebens - 1 Woche (30. Oktober – 5. November, insgesamt 2 Wochen) - Dietrich Schwanitz – Bildung - 4 Wochen (6. November – 3. Dezember, insgesamt 6 Wochen) - Sebastian Haffner – Geschichte eines Deutschen - 1 Woche (4. Dezember – 10. Dezember, insgesamt 41 Wochen) - Dietrich Schwanitz – Bildung - 1 Woche (11. Dezember – 17. Dezember, insgesamt 6 Wochen) - Sebastian Haffner – Geschichte eines Deutschen - 40 Wochen (18. Dezember 2000 – 23. September 2001, insgesamt 41 Wochen)                                                         |

### 2001 ff.
| 2001 | 2002 |
| --- | --- |
| - Sebastian Haffner – Geschichte eines Deutschen - 40 Wochen (18. Dezember 2000 – 23. September 2001, insgesamt 41 Wochen) - Stephen Hawking – Das Universum in der Nußschale - 21 Wochen (24. September 2001 – 10. Februar 2002, insgesamt 23 Wochen) | - Stephen Hawking – Das Universum in der Nußschale - 21 Wochen (24. September 2001 – 10. Februar 2002, insgesamt 23 Wochen) - Siba Shakib – Nach Afghanistan kommt Gott nur noch zum Weinen - 1 Woche (11. Februar – 17. Februar) - Stephen Hawking – Das Universum in der Nußschale - 2 Wochen (18. Februar – 3. März, insgesamt 23 Wochen) - Traudl Junge – Bis zur letzten Stunde – Hitlers Sekretärin erzählt ihr Leben - 1 Woche (4. März – 10. März) - Dona Kujacinski / Peter Kohl – Hannelore Kohl – Ihr Leben - 4 Wochen (11. März – 7. April) - Waris Dirie – Nomadentochter - 3 Wochen (8. April – 28. April, insgesamt 9 Wochen) - Helmut Schmidt – Hand aufs Herz - 1 Woche (29. April – 5. Mai) - Joachim Fest – Der Untergang – Hitler und das Ende des Dritten Reiches - 1 Woche (6. Mai – 12. Mai) - Waris Dirie – Nomadentochter - 6 Wochen (13. Mai – 23. Juni, insgesamt 9 Wochen) - Dalai Lama – Der Weg zum Glück - 10 Wochen (24. Juni – 1. September, insgesamt 11 Wochen) - Oriana Fallaci – Die Wut und der Stolz - 1 Woche (2. September – 8. September, insgesamt 4 Wochen) - Dalai Lama – Der Weg zum Glück - 1 Woche (9. September – 15. September, insgesamt 11 Wochen) - Oriana Fallaci – Die Wut und der Stolz - 3 Wochen (16. September – 6. Oktober, insgesamt 4 Wochen) - Stefan Klein – Die Glücksformel - 1 Woche (7. Oktober – 13. Oktober) - Dieter Bohlen mit Katja Kessler – Nichts als die Wahrheit - 9 Wochen (14. Oktober – 15. Dezember) - Allan Pease / Barbara Pease – Warum Männer lügen und Frauen immer Schuhe kaufen - 6 Wochen (16. Dezember 2002 – 26. Januar 2003) |
| 2003 | 2004 |
| - Allan Pease / Barbara Pease – Warum Männer lügen und Frauen immer Schuhe kaufen - 6 Wochen (16. Dezember 2002 – 26. Januar 2003) - Michael Moore – Stupid White Men (deutsch) - 25 Wochen (27. Januar – 20. Juli, insgesamt 40 Wochen) - Hillary Rodham Clinton – Gelebte Geschichte - 1 Woche (21. Juli – 27. Juli) - Michael Moore – Stupid White Men (deutsch) - 11 Wochen (28. Juli – 12. Oktober, insgesamt 40 Wochen) - Dieter Bohlen – Hinter den Kulissen - 2 Wochen (13. Oktober – 26. Oktober) - Michael Moore – Stupid White Men (deutsch) - 4 Wochen (27. Oktober – 23. November, insgesamt 40 Wochen) - Boris Becker – Augenblick, verweile doch … - 1 Woche (24. November – 30. November) - Michael Moore – Volle Deckung - 11 Wochen (1. Dezember 2003 – 15. Februar 2004) | - Michael Moore – Volle Deckung - 11 Wochen (1. Dezember 2003 – 15. Februar 2004) - Jörg Blech – Die Krankheitserfinder – Wie wir zu Patienten gemacht werden - 1 Woche (16. Februar – 22. Februar) - Dietrich Grönemeyer – Mensch bleiben – High Tech und Herz – eine liebevolle Medizin ist keine Utopie - 3 Wochen (23. Februar – 14. März) - Helmut Kohl – Erinnerungen 1930–1982 - 2 Wochen (15. März – 28. März) - Peter Scholl-Latour – Weltmacht im Treibsand - 1 Woche (29. März – 4. April) - Frank Schirrmacher – Das Methusalem-Komplott - 9 Wochen (5. April – 6. Juni) - Susanne Fröhlich – Moppel-Ich - 7 Wochen (7. Juni – 25. Juli, insgesamt 18 Wochen) - Bill Clinton – Mein Leben - 1 Woche (26. Juli – 1. August) - Susanne Fröhlich – Moppel-Ich - 11 Wochen (2. August – 17. Oktober, insgesamt 18 Wochen) - Dietrich Grönemeyer – Mein Rückenbuch - 2 Wochen (18. Oktober – 31. Oktober, insgesamt 3 Wochen) - Chris Heath / Robbie Williams – Feel - 1 Woche (1. November – 7. November) - Dietrich Grönemeyer – Mein Rückenbuch - 1 Woche (8. November – 14. November, insgesamt 3 Wochen) - Helmut Schmidt – Die Mächte der Zukunft - 3 Wochen (15. November – 5. Dezember, insgesamt 4 Wochen) - Ben Schott – Schotts Sammelsurium - 3 Wochen (6. Dezember – 26. Dezember, insgesamt 12 Wochen) - Helmut Schmidt – Die Mächte der Zukunft - 3 Wochen (27. Dezember 2004 – 2. Januar 2005, insgesamt 4 Wochen) |
| 2005 | 2006 |
| - Helmut Schmidt – Die Mächte der Zukunft - 3 Wochen (27. Dezember 2004 – 2. Januar 2005, insgesamt 4 Wochen) - Ben Schott – Schotts Sammelsurium - 9 Wochen (3. Januar – 6. März, insgesamt 12 Wochen) - Sabine Kuegler – Dschungelkind - 5 Wochen (7. März – 10. April, insgesamt 7 Wochen) - Peter Hahne – Schluss mit lustig - 2 Wochen (11. April – 24. April, insgesamt 23 Wochen) - Sabine Kuegler – Dschungelkind - 1 Woche (25. April – 1. Mai, insgesamt 7 Wochen) - Alexander von Schönburg – Die Kunst des stilvollen Verarmens - 1 Woche (2. Mai – 8. Mai) - Peter Hahne – Schluss mit lustig - 2 Wochen (9. Mai – 22. Mai, insgesamt 23 Wochen) - Sabine Kuegler – Dschungelkind - 1 Woche (23. Mai – 29. Mai, insgesamt 7 Wochen) - Peter Hahne – Schluss mit lustig - 2 Wochen (30. Mai – 12. Juni, insgesamt 23 Wochen) - Ayaan Hirsi Ali – Ich klage an - 2 Wochen (13. Juni – 26. Juni) - Peter Hahne – Schluss mit lustig - 13 Wochen (27. Juni – 25. September, insgesamt 23 Wochen) - Corinne Hofmann – Wiedersehen in Barsaloi - 7 Wochen (26. September – 13. November, insgesamt 8 Wochen) - Dietrich Grönemeyer – Der kleine Medicus - 2 Wochen (14. November – 27. November, insgesamt 10 Wochen) - Corinne Hofmann – Wiedersehen in Barsaloi - 1 Woche (28. November – 4. Dezember, insgesamt 8 Wochen) - Dietrich Grönemeyer – Der kleine Medicus - 5 Wochen (5. Dezember 2005 – 8. Januar 2006, insgesamt 10 Wochen) | - Dietrich Grönemeyer – Der kleine Medicus - 5 Wochen (5. Dezember 2005 – 8. Januar 2006, insgesamt 10 Wochen) - Peter Hahne – Schluss mit lustig - 1 Woche (9. Januar – 15. Januar, insgesamt 23 Wochen) - Dietrich Grönemeyer – Der kleine Medicus - 1 Woche (16. Januar – 22. Januar, insgesamt 10 Wochen) - Peter Hahne – Schluss mit lustig - 1 Woche (23. Januar – 29. Januar, insgesamt 23 Wochen) - Dietrich Grönemeyer – Der kleine Medicus - 2 Wochen (30. Januar – 12. Februar, insgesamt 10 Wochen) - Peter Hahne – Schluss mit lustig - 1 Woche (13. Februar – 19. Februar, insgesamt 23 Wochen) - Lars Brandt – Andenken - 1 Woche (20. Februar – 26. Februar) - Peter Hahne – Schluss mit lustig - 1 Woche (27. Februar – 5. März, insgesamt 23 Wochen) - Heiner Lauterbach – Nichts ausgelassen - 3 Wochen (6. März – 26. März) - Frank Schirrmacher – Minimum - 3 Wochen (27. März – 16. April) - Frank Schätzing – Nachrichten aus einem unbekannten Universum - 7 Wochen (17. April – 4, Juni) - Hape Kerkeling – Ich bin dann mal weg - 22 Wochen (5. Juni – 5. November, insgesamt 103 Wochen) - Gerhard Schröder – Entscheidungen – Mein Leben in der Politik - 1 Woche (6. November – 12. November) - Hape Kerkeling – Ich bin dann mal weg - 24 Wochen (13. November 2006 – 29. April 2007, insgesamt 103 Wochen) |
| 2007 | 2008 |
| - Hape Kerkeling – Ich bin dann mal weg - 24 Wochen (13. November 2006 – 29. April 2007, insgesamt 103 Wochen) - Benedikt XVI. – Jesus von Nazareth - 3 Wochen (30. April – 20. Mai) - Hape Kerkeling – Ich bin dann mal weg - 57 Wochen (21. Mai 2007 – 1. Juni 2008, insgesamt 103 Wochen) | - Hape Kerkeling – Ich bin dann mal weg - 57 Wochen (21. Mai 2007 – 1. Juni 2008, insgesamt 103 Wochen) - Richard David Precht – Wer bin ich – und wenn ja, wie viele? - 16 Wochen (2. Juni – 21. September) - Bushido / Lars Amend – Bushido - 1 Woche (22. September – 28. September) - Helmut Schmidt – Außer Dienst - 17 Wochen (29. September 2008 – 25. Januar 2009, insgesamt 22 Wochen) |
| 2009 | 2010 |
| - Helmut Schmidt – Außer Dienst - 17 Wochen (29. September 2008 – 25. Januar 2009, insgesamt 22 Wochen) - Michael Winterhoff – Tyrannen müssen nicht sein - 1 Woche (26. Januar – 1. Februar) - Helmut Schmidt – Außer Dienst - 5 Wochen (2. Februar – 8. März, insgesamt 22 Wochen) - Eckart von Hirschhausen – Glück kommt selten allein … - 35 Wochen (9. März – 8. November, insgesamt 47 Wochen) - Manfred Lütz – Irre! Wir behandeln die Falschen - 1 Woche (9. November – 15. November, insgesamt 5 Wochen) - Eckart von Hirschhausen – Glück kommt selten allein … - 2 Wochen (16. November – 29. November, insgesamt 47 Wochen) - Manfred Lütz – Irre! Wir behandeln die Falschen - 3 Wochen (30. November – 20. Dezember, insgesamt 5 Wochen) - Eckart von Hirschhausen – Glück kommt selten allein … - 8 Wochen (21. Dezember 2009 – 14. Februar 2010, insgesamt 47 Wochen) | - Eckart von Hirschhausen – Glück kommt selten allein … - 8 Wochen (21. Dezember 2009 – 14. Februar 2010, insgesamt 47 Wochen) - Manfred Lütz – Irre! Wir behandeln die Falschen - 1 Woche (15. Februar – 21. Februar, insgesamt 5 Wochen) - Eckart von Hirschhausen – Glück kommt selten allein … - 2 Wochen (22. Februar – 7. März, insgesamt 47 Wochen) - Helmut Schmidt / Fritz Stern – Unser Jahrhundert - 2 Wochen (8. März – 21. März) - Michael Mittermeier – Achtung Baby! - 10 Wochen (22. März – 30. Mai) - Margot Käßmann – In der Mitte des Lebens - 10 Wochen (31. Mai – 8. August) - Kirsten Heisig – Das Ende der Geduld - 5 Wochen (9. August – 12. September) - Thilo Sarrazin – Deutschland schafft sich ab - 21 Wochen (13. September 2010 – 6. Februar 2011) |

### 2011 ff.
| 2011 | 2012 |
| --- | --- |
| - Thilo Sarrazin – Deutschland schafft sich ab - 21 Wochen (13. September 2010 – 6. Februar 2011) - Axel Hacke / Giovanni di Lorenzo – Wofür stehst du? - 1 Woche (7. Februar – 13. Februar) - Walter Kohl – Leben oder gelebt werden - 5 Wochen (14. Februar – 20. März, insgesamt 7 Wochen) - Benedikt XVI. – Jesus von Nazareth – Band II - 2 Wochen (21. März – 3. April) - Margot Käßmann – Sehnsucht nach Leben - 1 Woche (4. April – 10. April) - Walter Kohl – Leben oder gelebt werden - 2 Wochen (11. April – 24. April, insgesamt 7 Wochen) - Bud Spencer mit Lorenzo De Luca und David De Filippi – Mein Leben, meine Filme - 1 Woche (25. April – 1. Mai) - Dieter Nuhr – Der ultimative Ratgeber für alles - 8 Wochen (2. Mai – 26. Juni) - Heribert Schwan – Die Frau an seiner Seite - 11 Wochen (27. Juni – 11. September) - Philipp Lahm mit Christian Seiler – Der feine Unterschied - 2 Wochen (12. September – 25. September) - Gaby Köster mit Till Hoheneder – Ein Schnupfen hätte auch gereicht - 5 Wochen (26. September – 30. Oktober) - Dirk Müller – Cashkurs - 1 Woche (31. Oktober – 6. November) - Walter Isaacson – Steve Jobs - 10 Wochen (7. November 2011 – 15. Januar 2012) | - Walter Isaacson – Steve Jobs - 10 Wochen (7. November 2011 – 15. Januar 2012) - Rolf Dobelli – Die Kunst des klaren Denkens - 5 Wochen (16. Januar – 19. Februar, insgesamt 15 Wochen) - Rudi Assauer mit Patrick Strasser – Wie ausgewechselt - 1 Woche (20. Februar – 26. Februar) - Rolf Dobelli – Die Kunst des klaren Denkens - 1 Woche (27. Februar – 4. März, insgesamt 15 Wochen) - Joachim Gauck – Freiheit. Ein Plädoyer - 6 Wochen (5. März – 15. April) - Philippe Pozzo di Borgo – Ziemlich beste Freunde - 3 Wochen (16. April – 6. Mai, insgesamt 5 Wochen) - Samuel Koch / Christoph Fasel – Zwei Leben - 2 Wochen (7. Mai – 20. Mai) - Philippe Pozzo di Borgo – Ziemlich beste Freunde - 2 Wochen (21. Mai – 3. Juni, insgesamt 5 Wochen) - Thilo Sarrazin – Europa braucht den Euro nicht - 3 Wochen (4. Juni – 24. Juni) - Rolf Dobelli – Die Kunst des klaren Denkens - 9 Wochen (25. Juni – 26. August, insgesamt 15 Wochen) - Manfred Spitzer – Digitale Demenz - 3 Wochen (27. August – 9. September) - Ildikó von Kürthy – Unter dem Herzen - 1 Woche (10. September – 16. September) - Rolf Dobelli – Die Kunst des klugen Handelns - 1 Woche (17. September – 23. September) - Bettina Wulff mit Nicole Maibaum – Jenseits des Protokolls - 1 Woche (24. September – 30. September) - Heinz Buschkowsky – Neukölln ist überall - 7 Wochen (1. Oktober – 18. November) - Manfred Lütz – Bluff! Die Fälschung der Welt - 2 Wochen (19. November – 2. Dezember) - Benedikt XVI. – Jesus von Nazareth – Prolog – Die Kindheitsgeschichten - 1 Woche (3. Dezember – 9. Dezember) - Florian Illies – 1913: Der Sommer des Jahrhunderts - 11 Wochen (10. Dezember 2012 – 24. Februar 2013, insgesamt 18 Wochen) |
| 2013 | 2014 |
| - Florian Illies – 1913: Der Sommer des Jahrhunderts - 11 Wochen (10. Dezember 2012 – 24. Februar 2013, insgesamt 18 Wochen) - Frank Schirrmacher – Ego: Das Spiel des Lebens - 5 Wochen (25. Februar – 31. März) - Dieter Nuhr – Das Geheimnis des perfekten Tages - 5 Wochen (1. April – 5. Mai, insgesamt 6 Wochen) - Richard David Precht – Anna, die Schule und der liebe Gott - 2 Wochen (6. Mai – 19. Mai) - Dieter Nuhr – Das Geheimnis des perfekten Tages - 1 Woche (20. Mai – 26. Mai, insgesamt 6 Wochen) - Dirk Müller – Showdown - 1 Woche (27. Mai – 2. Juni) - Florian Illies – 1913: Der Sommer des Jahrhunderts - 1 Woche (3. Juni – 9. Juni, insgesamt 18 Wochen) - Hannes Jaenicke – Die große Volksverarsche - 7 Wochen (10. Juni – 28. Juli) - Florian Illies – 1913: Der Sommer des Jahrhunderts - 6 Wochen (29. Juli – 8. September, insgesamt 18 Wochen) - Rüdiger Safranski – Goethe. Kunstwerk des Lebens - 3 Wochen (9. September – 29. September) - Christopher Clark – Die Schlafwandler - 8 Wochen (30. September – 24. November) - Guido Maria Kretschmer – Anziehungskraft - 11 Wochen (25. November 2013 – 9. Februar 2014, insgesamt 13 Wochen) | - Guido Maria Kretschmer – Anziehungskraft - 11 Wochen (25. November 2013 – 9. Februar 2014, insgesamt 13 Wochen) - Christine Westermann – Da geht noch was - 2 Wochen (10. Februar – 23. Februar) - Guido Maria Kretschmer – Anziehungskraft - 2 Wochen (24. Februar – 9. März, insgesamt 13 Wochen) - Thilo Sarrazin – Der neue Tugendterror - 2 Wochen (10. März – 23. März) - Roger Willemsen – Das Hohe Haus - 9 Wochen (24. März – 25. Mai) - Wilhelm Schmid – Gelassenheit – Was wir gewinnen, wenn wir älter werden - 4 Wochen (26. Mai – 22. Juni, insgesamt 18 Wochen) - Christian Wulff – Ganz oben, ganz unten - 2 Wochen (23. Juni – 6. Juli) - Wilhelm Schmid – Gelassenheit – Was wir gewinnen, wenn wir älter werden - 11 Wochen (7. Juli – 21. September, insgesamt 18 Wochen) - Peter Scholl-Latour – Der Fluch der bösen Tat - 4 Wochen (22. September – 19. Oktober) - Hape Kerkeling – Der Junge muss an die frische Luft - 5 Wochen (20. Oktober – 23. November, insgesamt 19,57 Wochen) - Heribert Schwan / Tilman Jens – Vermächtnis. Die Kohl-Protokolle - 1 Woche (24. November – 30. November) - Hape Kerkeling – Der Junge muss an die frische Luft - 14,57 Wochen (1. Dezember – 13. März, insgesamt 19,57 Wochen) |
| 2015 | 2016 |
| - Hape Kerkeling – Der Junge muss an die frische Luft - 14,57 Wochen (1. Dezember – 13. März, insgesamt 19,57 Wochen) - Wilhelm Schmid – Gelassenheit – Was wir gewinnen, wenn wir älter werden - 1 Woche (14. März – 20. März, insgesamt 18 Wochen) - Helmut Schmidt – Was ich noch sagen wollte - 6 Wochen (21. März – 1. Mai. insgesamt 7 Wochen) - Wilhelm Schmid – Gelassenheit – Was wir gewinnen, wenn wir älter werden - 1 Woche (2. Mai – 8. Mai, insgesamt 18 Wochen) - Thomas Gottschalk – Herbstblond - 6 Wochen (9. Mai – 19. Juni) - Jürgen Todenhöfer – Inside IS – 10 Tage im „Islamischen Staat“ - 2 Wochen (20. Juni – 3. Juli, insgesamt 4 Wochen) - Wilhelm Schmid – Gelassenheit – Was wir gewinnen, wenn wir älter werden - 1 Woche (4. Juli – 10. Juli, insgesamt 18 Wochen) - Jürgen Todenhöfer – Inside IS – 10 Tage im „Islamischen Staat“ - 1 Woche (11. Juli – 17. Juli, insgesamt 4 Wochen) - Dalai Lama – Der Appell des Dalai Lama an die Welt - 9 Wochen (18. Juli – 18. September) - Peter Wohlleben – Das geheime Leben der Bäume - 3 Wochen (19. September – 9. Oktober, insgesamt 33 Wochen) - Hamed Abdel-Samad – Mohamed – Eine Abrechnung - 1 Woche (10. Oktober – 16. Oktober) - Henning Mankell – Treibsand: Was es heißt, ein Mensch zu sein - 2 Wochen (17. Oktober – 30. Oktober) - Andreas Englisch – Der Kämpfer im Vatikan - 1 Woche (31. Oktober – 6. November, insgesamt 2 Wochen) - Peter Wohlleben – Das geheime Leben der Bäume - 1 Woche (7. November – 13. November, insgesamt 33 Wochen) - Andreas Englisch – Der Kämpfer im Vatikan - 1 Woche (14. November – 20. November, insgesamt 2 Wochen) - Peter Wohlleben – Das geheime Leben der Bäume - 1 Woche (21. November – 27. November, insgesamt 33 Wochen) - Jürgen Todenhöfer – Inside IS – 10 Tage im „Islamischen Staat“ - 1 Woche (28. November – 4. Dezember, insgesamt 4 Wochen) - Helmut Schmidt – Was ich noch sagen wollte - 1 Woche (5. Dezember – 11. Dezember. insgesamt 7 Wochen) - Peter Wohlleben – Das geheime Leben der Bäume - 15 Wochen (12. Dezember 2015 – 25. März 2016, insgesamt 33 Wochen)                                                                 | - Peter Wohlleben – Das geheime Leben der Bäume - 15 Wochen (12. Dezember 2015 – 25. März 2016, insgesamt 33 Wochen) - Benjamin von Stuckrad-Barre – Panikherz - 1 Woche (26. März – 1. April) - Peter Wohlleben – Das geheime Leben der Bäume - 2 Wochen (2. April – 15. April, insgesamt 33 Wochen) - Christian Hartmann / Thomas Vordermayer / Othmar Plöckinger u. a. (Herausgeber) – Hitler, Mein Kampf. Eine kritische Edition - 2 Wochen (16. April – 29. April) - Thilo Sarrazin – Wunschdenken - 3 Wochen (30. April – 20. Mai) - Shindy / Josip Radović – Der Schöne und die Beats - 1 Woche (21. Mai – 27. Mai) - Peter Wohlleben – Das geheime Leben der Bäume - 5 Wochen (28. Mai – 1. Juli, insgesamt 33 Wochen) - Peter Wohlleben – Das Seelenleben der Tiere - 8 Wochen (2. Juli – 26. August) - Peter Wohlleben – Das geheime Leben der Bäume - 4 Wochen (27. August – 23. September, insgesamt 33 Wochen) - Benedikt XVI. / Peter Seewald – Letzte Gespräche - 1 Woche (24. September – 30. September) - Peter Wohlleben – Das geheime Leben der Bäume - 1 Woche (1. Oktober – 7. Oktober, insgesamt 33 Wochen) - Bruce Springsteen – Born to Run - 2 Wochen (8. Oktober – 21. Oktober) - Eckart von Hirschhausen – Wunder wirken Wunder - 22 Wochen (22. Oktober 2016 – 24. März 2017, insgesamt 25 Wochen) |
| 2017 | 2018 |
| - Eckart von Hirschhausen – Wunder wirken Wunder - 22 Wochen (22. Oktober 2016 – 24. März 2017, insgesamt 25 Wochen) - Robin Alexander – Die Getriebenen - 3 Wochen (25. März – 14. April) - Cameron Bloom / Bradley Trevor Greive – Penguin Bloom - 3 Wochen (15. April – 5. Mai) - Andreas Michalsen – Heilen mit der Kraft der Natur - 2 Wochen (6. Mai – 19. Mai, insgesamt 15 Wochen) - Eckart von Hirschhausen – Wunder wirken Wunder - 1 Woche (20. Mai – 26. Mai, insgesamt 25 Wochen) - Andreas Michalsen – Heilen mit der Kraft der Natur - 5 Wochen (27. Mai – 30. Juni, insgesamt 15 Wochen) - Eckart von Hirschhausen – Wunder wirken Wunder - 1 Woche (1. Juli – 7. Juli, insgesamt 25 Wochen) - Pankaj Mishra – Das Zeitalter des Zorns - 1 Woche (8. Juli – 14. Juli) - Andreas Michalsen – Heilen mit der Kraft der Natur - 1 Woche (15. Juli – 21. Juli, insgesamt 15 Wochen) - Peter Wohlleben – Das geheime Leben der Bäume - 1 Woche (22. Juli – 28. Juli, insgesamt 33 Wochen) - Andreas Michalsen – Heilen mit der Kraft der Natur - 3 Wochen (29. Juli – 18. August, insgesamt 11 Wochen) - Boris Palmer – Wir können nicht allen helfen - 1 Woche (19. August – 25. August) - Andreas Michalsen – Heilen mit der Kraft der Natur - 4 Wochen (26. August – 22. September, insgesamt 15 Wochen) - Eckart von Hirschhausen – Wunder wirken Wunder - 1 Woche (23. September – 29. September, insgesamt 25 Wochen) - Thorsten Schulte – Kontrollverlust - 1 Woche (30. September – 6. Oktober) - Peter Wohlleben – Das geheime Netzwerk der Natur - 4 Wochen (7. Oktober – 3. November, insgesamt 8 Wochen) - Richard David Precht – Erkenne dich selbst - 1 Woche (4. November – 10. November) - Rolf Dobelli – Die Kunst des guten Lebens - 1 Woche (11. November – 17. November, insgesamt 4 Wochen) - Peter Wohlleben – Das geheime Netzwerk der Natur - 4 Wochen (18. November – 15. Dezember, insgesamt 8 Wochen) - Ranga Yogeshwar – Nächste Ausfahrt Zukunft - 1 Woche (16. Dezember – 22. Dezember) - Axel Hacke – Über den Anstand in schwierigen Zeiten und die Frage, wie wir miteinander umgehen - 2 Wochen (23. Dezember 2017 – 5. Januar 2018)             | - Axel Hacke – Über den Anstand in schwierigen Zeiten und die Frage, wie wir miteinander umgehen - 2 Wochen (23. Dezember 2017 – 5. Januar 2018) - Rolf Dobelli – Die Kunst des guten Lebens - 3 Wochen (6. Januar – 29. Januar, insgesamt 4 Wochen) - Gregor Gysi – Ein Leben ist zu wenig - 3 Wochen (30. Januar – 23. Februar) - Michael Wolff – Feuer und Zorn - 6 Wochen (24. Februar – 6. April) - Manfred Lütz – Der Skandal der Skandale - 1 Woche (7. April – 13. April) - Bas Kast – Der Ernährungskompass - 2 Wochen (14. April – 27. April, insgesamt 40 Wochen) - James Comey – Größer als das Amt - 1 Woche (28. April – 4. Mai, insgesamt 3 Wochen) - Richard David Precht – Jäger, Hirten, Kritiker - 2 Wochen (5. Mai – 18. Mai, insgesamt 5 Wochen) - Bas Kast – Der Ernährungskompass - 1 Woche (19. Mai – 25. Mai, insgesamt 40 Wochen) - Richard David Precht – Jäger, Hirten, Kritiker - 1 Woche (26. Mai – 1. Juni, insgesamt 5 Wochen) - Bas Kast – Der Ernährungskompass - 3 Wochen (2. Juni – 22. Juni, insgesamt 40 Wochen) - Richard David Precht – Jäger, Hirten, Kritiker - 1 Woche (23. Juni – 29. Juni, insgesamt 5 Wochen) - James Comey – Größer als das Amt - 2 Wochen (30. Juni – 13. Juli, insgesamt 3 Wochen) - Bas Kast – Der Ernährungskompass - 1 Woche (14. Juli – 20. Juli, insgesamt 40 Wochen) - Richard David Precht – Jäger, Hirten, Kritiker - 1 Woche (21. Juli – 27. Juli, insgesamt 5 Wochen) - Bas Kast – Der Ernährungskompass - 6 Wochen (28. Juli – 7. September, insgesamt 40 Wochen) - Thilo Sarrazin – Feindliche Übernahme - 3 Wochen (8. September – 28. September) - Kollegah – Das ist Alpha! - 1 Woche (29. September – 5. Oktober) - Eckart von Hirschhausen / Tobias Esch – Die bessere Hälfte - 2 Wochen (6. Oktober – 19. Oktober) - Bob Woodward – Furcht - 1 Woche (20. Oktober – 26. Oktober) - Stephen Hawking – Kurze Antworten auf große Fragen - 4 Wochen (27. Oktober – 23. November, insgesamt 6 Wochen) - Michelle Obama – Becoming - 10 Wochen (24. November 2018 – 1. Februar 2019, insgesamt 12 Wochen) |
| 2019 | 2020 |
| - Michelle Obama – Becoming - 10 Wochen (24. November 2018 – 1. Februar 2019, insgesamt 12 Wochen) - Dirk Roßmann, Peter Käfferlein, Olaf Köhne – "... dann bin ich auf den Baum geklettert!" - 1 Woche (2. Februar – 8. Februar) - Michelle Obama – Becoming - 1 Woche (9. Februar – 15. Februar, insgesamt 12 Wochen) - Anne Fleck – Ran an das Fett - 1 Woche (16. Februar – 22. Februar) - Michelle Obama – Becoming - 1 Woche (23. Februar – 1. März, insgesamt 12 Wochen) - Bas Kast – Der Ernährungskompass - 5 Wochen (2. März – 5. April, insgesamt 40 Wochen) - Marcel Eris und Dennis Sand – MontanaBlack - 2 Wochen (6. April – 19. April, insgesamt 3 Wochen) - Bas Kast – Der Ernährungskompass - 1 Woche (20. April – 26. April, insgesamt 40 Wochen) - Marcel Eris und Dennis Sand – MontanaBlack - 1 Woche (27. April – 3. Mai, insgesamt 3 Wochen) - Bas Kast – Der Ernährungskompass - 16 Wochen (4. Mai – 23. August, insgesamt 40 Wochen) - Peter Wohlleben – Das geheime Band zwischen Mensch und Natur - 3 Wochen (24. August – 13. September, insgesamt 4 Wochen) - Thomas Gottschalk – Herbstbunt - 1 Woche (14. September – 20. September) - Peter Wohlleben – Das geheime Band zwischen Mensch und Natur - 1 Woche (21. September – 27. September, insgesamt 4 Wochen) - Edward Snowden – Permanent Record - 4 Wochen (28. September – 25. Oktober, insgesamt 5 Wochen) - Richard David Precht – Sei du selbst - 2 Wochen (26. Oktober – 8. November) - Marc Friedrich und Matthias Weik – Der größte Crash aller Zeiten - 1 Woche (9. November – 15. November, insgesamt 8 Wochen) - Jonathan Safran Foer – Wir sind das Klima! - 2 Wochen (16. November – 29. November) - Marc Friedrich und Matthias Weik – Der größte Crash aller Zeiten - 2 Wochen (30. November – 13. Dezember, insgesamt 8 Wochen) - Edward Snowden – Permanent Record - 1 Woche (14. Dezember – 20. Dezember, insgesamt 5 Wochen) - Marc Friedrich und Matthias Weik – Der größte Crash aller Zeiten - 1 Woche (21. Dezember – 27. Dezember, insgesamt 8 Wochen) - Stephen Hawking – Kurze Antworten auf große Fragen - 2 Wochen (28. Dezember 2019 – 10. Januar 2020, insgesamt 6 Wochen) | - Stephen Hawking – Kurze Antworten auf große Fragen - 2 Wochen (28. Dezember 2019 – 10. Januar 2020, insgesamt 6 Wochen) - Marc Friedrich und Matthias Weik – Der größte Crash aller Zeiten - 2 Wochen (11. Januar – 24. Januar, insgesamt 8 Wochen) - Bas Kast – Der Ernährungskompass - 4 Wochen (25. Januar – 21. Februar, insgesamt 40 Wochen) - Jonathan Franzen – Wann hören wir auf, uns etwas vorzumachen? - 2 Wochen (22. Februar – 6. März) - Bas Kast – Der Ernährungskompass - 1 Woche (7. März – 13. März, insgesamt 40 Wochen) - Peter Hahne – Seid ihr noch ganz bei Trost! - 4 Wochen (14. März – 10. April) - Tim Pröse – Jan Fedder. Unsterblich - 3 Wochen (11. April – 1. Mai) - Maja Göpel und Marcus Jauer – Unsere Welt neu denken - 3 Wochen (2. Mai – 22. Mai) - Ferdinand von Schirach und Alexander Kluge – Trotzdem - 5 Wochen (23. Mai – 26. Juni) - Richard David Precht – Künstliche Intelligenz und der Sinn des Lebens - 7 Wochen (27. Juni – 14. August) - Mary L. Trump – Zu viel und nie genug - 5 Wochen (15. August – 18. September, insgesamt 8 Wochen) - Jan Böhmermann – Gefolgt von niemandem, dem du folgst - 1 Woche (19. September – 25. September) - Mary L. Trump – Zu viel und nie genug - 3 Wochen (26. September – 16. Oktober, insgesamt 8 Wochen) - Campino – Hope Street - 1 Woche (17. Oktober – 23. Oktober) - Samu Haber – Forever Yours - 1 Woche (24. Oktober – 30. Oktober, insgesamt 2 Wochen) - Julian Laschweski und Jens Knossalla – Knossi. König des Internets - 1 Woche (31. Oktober – 6. November) - Samu Haber – Forever Yours - 1 Woche (7. November – 13. November, insgesamt 2 Wochen) - Monika Gruber und Andreas Hock – Und erlöse uns von den Blöden - 2 Wochen (14. November – 27. November) - Barack Obama – Ein verheißenes Land - 14 Wochen (28. November 2020 – 5. März 2021) |

### 2021 ff
| 2021 | 2022 |
| --- | --- |
| - Barack Obama – Ein verheißenes Land - 14 Wochen (28. November 2020 – 5. März 2021) - Marcel Eris / Dennis Sand – MontanaBlack II - 1 Woche (6. März – 12. März) - Sophie Passmann – Komplett Gänsehaut - 1 Woche (13. März – 19. März) - Mai Thi Nguyen-Kim – Die kleinste gemeinsame Wirklichkeit - 3 Wochen (20. März – 9. April) - Richard David Precht – Von der Pflicht - 2 Wochen (10. April – 23. April) - Ferdinand von Schirach – Jeder Mensch - 3 Wochen (24. April – 14. Mai, insgesamt 5 Wochen) - Sahra Wagenknecht – Die Selbstgerechten - 1 Woche (15. Mai – 21. Mai, insgesamt 3 Wochen) - Ferdinand von Schirach – Jeder Mensch - 2 Wochen (22. Mai – 4. Juni, insgesamt 5 Wochen) - Eckart von Hirschhausen – Mensch, Erde! Wir könnten es so schön haben - 2 Wochen (5. Juni – 18. Juni) - Anne Fleck – Energy! Der gesunde Weg aus dem Müdigkeitslabyrinth - 1 Woche (19. Juni – 25. Juni) - Sahra Wagenknecht – Die Selbstgerechten - 2 Wochen (26. Juni – 9. Juli, insgesamt 3 Wochen) - Hape Kerkeling – Pfoten vom Tisch!: Meine Katzen, andere Katzen und ich - 11 Wochen (10. Juli – 24. September, insgesamt 20 Wochen) - Laura Malina Seiler – Zurück zu mir - 1 Woche (25. September – 1. Oktober) - Hape Kerkeling – Pfoten vom Tisch!: Meine Katzen, andere Katzen und ich - 3 Wochen (2. Oktober – 22. Oktober, insgesamt 20 Wochen) - Elke Heidenreich – Hier geht’s lang! - 1 Woche (23. Oktober – 29. Oktober) - Roland Kaiser / Sabine Eichhorst – Sonnenseite - 1 Woche (30. Oktober – 5. November) - Florian Illies – Liebe in Zeiten des Hasses - 4 Wochen (6. November – 3. Dezember, insgesamt 7 Wochen) - Hape Kerkeling – Pfoten vom Tisch!: Meine Katzen, andere Katzen und ich - 4 Wochen (4. Dezember – 31. Dezember, insgesamt 20 Wochen) | - Hape Kerkeling – Pfoten vom Tisch!: Meine Katzen, andere Katzen und ich - 1 Woche (1. Januar – 7. Januar, insgesamt 20 Wochen) - Florian Illies – Liebe in Zeiten des Hasses - 3 Wochen (8. Januar – 28. Januar, insgesamt 7 Wochen) - Hape Kerkeling – Pfoten vom Tisch!: Meine Katzen, andere Katzen und ich - 1 Woche (29. Januar – 4. Februar, insgesamt 20 Wochen) - David Graeber / David Wengrow – Anfänge – Eine neue Geschichte der Menschheit - 1 Woche (5. Februar – 11. Februar) - Navid Kermani – Jeder soll von da, wo er ist, einen Schritt näher kommen - 1 Woche (12. Februar – 18. Februar) |

## Erfolgreichste Autoren ab 1961
Folgende Autoren erreichten am häufigsten den Spitzenplatz der Spiegel-Bestsellerliste:
- 142,57 Wochen: Hape Kerkeling
- 115 Wochen: Peter Scholl-Latour
- 107 Wochen: Ute Ehrhardt
- 095 Wochen: Christiane F.
- 085 Wochen: Klaus Mehnert
- 084 Wochen: Sebastian Haffner
- 083 Wochen: Marcel Reich-Ranicki
- 076 Wochen: Eckart von Hirschhausen
- 070 Wochen: Stephen Hawking
- 064 Wochen: C. W. Ceram
- 061 Wochen: Helmut Schmidt
- 058 Wochen: Alexander Issajewitsch Solschenizyn
- 054 Wochen: Günter Ogger
- 053 Wochen: Peter Wohlleben

Folgende Autoren erreichten mit den meisten Büchern den Spitzenplatz der Spiegel-Bestsellerliste:
- Helmut Schmidt (7 Bücher, 61 Wochen)
- Richard David Precht (7 Bücher, 35 Wochen)
- Peter Scholl-Latour (6 Bücher, 115 Wochen)
- Hoimar von Ditfurth (5 Bücher, 51 Wochen)
- Thilo Sarrazin (5 Bücher, 32 Wochen)
- Eckart von Hirschhausen (4 Bücher, 76 Wochen)
- Peter Wohlleben (4 Bücher, 53 Wochen)
- Benedikt XVI. (4 Bücher, 7 Wochen)

### Helmut Schmidt
Der ehemalige deutsche Bundeskanzler Helmut Schmidt war mit den folgenden 7 Büchern erfolgreich:
- Menschen und Mächte: 8 Wochen (2. November – 20. Dezember 1987 und 11. Januar – 17. Januar 1988)
- Die Deutschen und ihre Nachbarn: 17 Wochen (1. Oktober – 7. Oktober 1990 und 15. Oktober 1990 – 27. Januar 1991)
- Hand aufs Herz: 1 Woche (29. April – 5. Mai 2002)
- Die Mächte der Zukunft: 4 Wochen (15. November – 5. Dezember 2004 und 27. Dezember 2004 – 2. Januar 2005)
- Außer Dienst: 22 Wochen (29. September 2008 – 25. Januar 2009 und 2. Februar – 8. März 2009)
- Unser Jahrhundert: 2 Wochen (8. März – 21. März 2010)
- Was ich noch sagen wollte: 7 Wochen (21. März – 1. Mai und 5. Dezember – 11. Dezember 2015)

### Richard David Precht
Der deutsche Philosoph und Publizist Richard David Precht war mit den folgenden 7 Büchern erfolgreich:
- Wer bin ich – und wenn ja, wie viele?: 16 Wochen (2. Juni – 21. September 2008)
- Anna, die Schule und der liebe Gott: 2 Wochen (6. Mai – 19. Mai 2013)
- Erkenne dich selbst: 1 Woche (4. November – 10. November 2017)
- Jäger, Hirten, Kritiker: 5 Wochen (5. Mai – 18. Mai und 26. Mai – 1. Juni, 23. Juni – 29. Juni und 21. Juli – 27. Juli 2018)
- Sei du selbst: 2 Wochen (26. Oktober – 8. November 2019)
- Künstliche Intelligenz und der Sinn des Lebens: 7 Wochen (27. Juni – 14. August 2020)
- Von der Pflicht: 2 Wochen (10. April – 23. April 2021)

### Peter Scholl-Latour
Der deutsch-französische Journalist und Publizist Peter Scholl-Latour war mit den folgenden 6 Büchern erfolgreich:
- Der Tod im Reisfeld: 25 Wochen (17. März – 23. März, 7. April – 3. August, 11. August – 17. August 1980 und 15. Dezember 1980 – 25. Januar 1981)
- Allah ist mit den Standhaften: 30 Wochen (7. März – 2. Oktober 1983 und 9. Januar – 15. Januar 1984)
- Mord am großen Fluß: 32 Wochen (14. April – 23. November 1986)
- Das Schwert des Islam: 23 Wochen (28. Januar – 5. Juli 1991)
- Weltmacht im Treibsand: 1 Woche (29. März – 4. April 2004)
- Der Fluch der bösen Tat: 4 Wochen (22. September – 19. Oktober 2014)

### Hoimar von Ditfurth
Der deutsche populärwissenschaftliche Schriftsteller Hoimar von Ditfurth war mit den folgenden 5 Büchern erfolgreich:
- Kinder des Weltalls: 1 Woche (8. März – 14. März 1971)
- Der Geist fiel nicht vom Himmel: 12 Wochen (29. November 1976 – 20. Februar 1977)
- Wir sind nicht nur von dieser Welt: 25 Wochen (12. Oktober – 18. Oktober 1981 und 26. Oktober 1981 – 11. April 1982)
- So laßt uns denn ein Apfelbäumchen pflanzen: 7 Wochen (23. September – 10. November 1986)
- Innenansichten eines Artgenossen: 6 Wochen (18. September – 29. Oktober 1989)

### Thilo Sarrazin
Der deutsche Volkswirt und Autor Thilo Sarrazin war mit den folgenden 5 Büchern erfolgreich:
- Deutschland schafft sich ab: 21 Wochen (13. September 2010 – 6. Februar 2011)
- Europa braucht den Euro nicht: 3 Wochen (4. Juni – 24. Juni 2012)
- Der neue Tugendterror: 2 Wochen (10. März – 23. März 2014)
- Wunschdenken: 3 Wochen (30. April – 20. Mai 2016)
- Feindliche Übernahme: 3 Wochen (8. September – 28. September 2018)

### Eckart von Hirschhausen
Der deutsche Fernsehmoderator, Arzt und Schriftsteller Eckart von Hirschhausen war mit den folgenden 4 Büchern erfolgreich:
- Glück kommt selten allein …: 47 Wochen (9. März – 8. November, 16. November – 29. November 2009, 21. Dezember 2009 – 14. Februar 2010 und 22. Februar – 7. März 2010)
- Wunder wirken Wunder: 25 Wochen (22. Oktober 2016 – 24. März 2017, 20. Mai – 26. Mai, 1. Juli – 7. Juli und 23. September – 29. September 2017)
- Die bessere Hälfte: 2 Wochen (6. Oktober – 19. Oktober 2018)
- Mensch, Erde! Wir könnten es so schön haben: 2 Wochen (5. Juni – 18. Juni 2021)

### Peter Wohlleben
Der deutsche Förster und Autor Peter Wohlleben war mit den folgenden 4 Büchern erfolgreich:
- Das geheime Leben der Bäume: 33 Wochen (19. September – 9. Oktober, 7. November – 13. November, 21. November – 27. November 2015, 12. Dezember 2015 – 25. März 2016, 2. April – 15. April, 28. Mai – 1. Juli, 27. August bis 23. September, 1. Oktober – 7. Oktober 2016 und 22. Juli bis 28. Juli 2017)
- Das Seelenleben der Tiere: 8 Wochen (2. Juli – 26. August 2016)
- Das geheime Netzwerk der Natur: 8 Wochen (7. Oktober – 3. November und 18. November – 15. Dezember 2017)
- Das geheime Band zwischen Mensch und Natur: 4 Wochen (24. August – 13. September und 21. September – 27. September 2019)

### Benedikt XVI.
Der deutsche emeritierte Papst Benedikt XVI. war mit den folgenden 4 Büchern erfolgreich:
- Jesus von Nazareth: 3 Wochen (30. April – 20. Mai 2007)
- Jesus von Nazareth – Band II: 2 Wochen (21. März – 3. April 2011)
- Jesus von Nazareth – Prolog – Die Kindheitsgeschichten: 1 Woche (3. Dezember – 9. Dezember 2012)
- Letzte Gespräche: 1 Woche (24. September – 30. September 2016)

## Autoren, die sich selbst auf Platz eins ablösten
- 1974: Alexander Solschenizyn – „Archipel Gulag“ → „Archipel Gulag II“
- 1994: Günter Ogger – „Nieten in Nadelstreifen“ → „Das Kartell der Kassierer“
- 1994: Tom Baccei – „Das magische Auge“ → „Das magische Auge II“ → „Das magische Auge“ → „Das magische Auge II“ → „Das magische Auge“ → „Das magische Auge II“ → „Das magische Auge III“
- 2016: Peter Wohlleben – „Das geheime Leben der Bäume“ → „Das Seelenleben der Tiere“ → „Das geheime Leben der Bäume“

## „Dauerbrenner“
Nachfolgend sind alle Bücher aufgeführt, die insgesamt mindestens 26 Wochen lang an der Spitze der Bestsellerliste standen.

### 107 Wochen
- Ute Ehrhardt – Gute Mädchen kommen in den Himmel, böse überall hin (4. September 1995 – 6. Oktober 1996 und 18. November 1996 – 2. November 1997)

### 103 Wochen
- Hape Kerkeling – Ich bin dann mal weg (5. Juni – 5. November 2006, 13. November 2006 – 29. April 2007 und 21. Mai 2007 – 1. Juni 2008)

### 95 Wochen
- Christiane F. – Wir Kinder vom Bahnhof Zoo (12. März – 18. März, 28. Mai – 9. Dezember 1979, 21. Januar – 16. März, 24. März – 6. April, 4. August – 10. August, 18. August – 14. Dezember 1980, 26. Januar – 11. Oktober und 19. Oktober – 25. Oktober 1981)

### 64 Wochen
- C. W. Ceram – Der erste Amerikaner (21. Februar – 1. Oktober, 9. Oktober – 22. Oktober 1972 und 27. November 1972 – 24. Juni 1973)

### 53 Wochen
- Marcel Reich-Ranicki – Mein Leben (11. Oktober 1999 – 15. Oktober 2000)

### 49 Wochen
- Kurt Langbein / Hans-Peter Martin / Peter Sichrovsky / Heinz Weiss – Bittere Pillen (3. Oktober 1983 – 8. Januar 1984 und 16. Januar – 16. September 1984)
- Robin Norwood – Wenn Frauen zu sehr lieben (11. Mai – 1. November 1987 und 23. Mai – 6. November 1988)

### 48 Wochen
- Michael Baigent / Richard Leigh – Verschlußsache Jesus (2. Dezember 1991 – 1. November 1992)

### 47 Wochen
- Eckart von Hirschhausen – Glück kommt selten allein … (9. März – 8. November, 16. November – 29. November 2009, 21. Dezember 2009 – 14. Februar 2010 und 22. Februar – 7. März 2010)

### 45 Wochen
- Günter Ogger – Nieten in Nadelstreifen (17. Mai – 23. Mai 1993 und 14. Juni 1993 – 17. April 1994)

### 43 Wochen
- Sebastian Haffner – Anmerkungen zu Hitler (24. Juli 1978 – 11. März 1979 und 19. März – 27. Mai 1979)

### 41 Wochen
- Stephen Hawking – Eine kurze Geschichte der Zeit (7. November 1988 – 8. Januar 1989, 16. Januar – 9. Juli und 31. Juli – 17. September 1989)
- Sebastian Haffner – Geschichte eines Deutschen (4. Dezember – 10. Dezember 2000 und 18. Dezember 2000 – 23. September 2001)

### 40 Wochen
- Michael Moore – Stupid White Men (deutsch) (27. Januar – 20. Juli, 28. Juli – 12. Oktober und 27. Oktober – 23. November 2003)
- Bas Kast – Der Ernährungskompass (14. April – 27. April, 19. Mai – 25. Mai, 2. Juni – 22. Juni, 14. Juli – 20. Juli, 28. Juli – 7. September 2018, 2. März – 5. April, 20. April – 26. April und 4. Mai – 23. August 2019, 25. Januar – 21. Februar, 7. März – 13. März 2020)

### 39 Wochen
- Alexander Issajewitsch Solschenizyn – Archipel Gulag (18. Februar – 17. November 1974)
- Jon Krakauer – In eisige Höhen (20. April 1998 – 10. Januar 1999 und 18. Januar – 24. Januar 1999)

### 38 Wochen
- Klaus Mehnert – Der deutsche Standort (17. Juli 1967 – 7. April 1968)

### 37 Wochen
- Carl Zuckmayer – Als wär’s ein Stück von mir (17. Oktober 1966 – 28. Mai 1967 und 12. Juni – 16. Juli 1967)

### 36 Wochen
- Jean-Jacques Servan-Schreiber – Die amerikanische Herausforderung (8. April – 8. Dezember 1968 und 3. März – 9. März 1969)

### 35 Wochen
- Ulrich Wickert – Der Ehrliche ist der Dumme (2. Januar – 3. September 1995)

### 34 Wochen
- Arnulf Baring – Machtwechsel (12. April – 29. August, 6. September – 12. September, 11. Oktober – 26. Dezember 1982 und 3. Januar – 16. Januar 1983)

### 33 Wochen
- Peter Wohlleben – Das geheime Leben der Bäume (19. September – 9. Oktober, 7. November – 13. November, 21. November – 27. November 2015, 12. Dezember 2015 – 25. März 2016, 2. April – 15. April, 28. Mai – 1. Juli, 27. August – 23. September, 1. Oktober – 7. Oktober 2016 und 22. Juli – 28. Juli 2017)

### 32 Wochen
- Peter Scholl-Latour – Mord am großen Fluß (14. April – 23. November 1986)

### 31 Wochen
- Theodor Heuss – Erinnerungen 1905 bis 1933 (30. Oktober 1963 – 19. Mai 1964 und 3. Juni – 16. Juni 1964)

### 30 Wochen
- Klaus Mehnert – Peking und Moskau (8. August 1962 – 5. März 1963)
- Peter Scholl-Latour – Allah ist mit den Standhaften (7. März – 2. Oktober 1983 und 9. Januar – 15. Januar 1984)

### 26 Wochen
- Waris Dirie – Wüstenblume (11. Januar – 17. Januar und 25. Januar – 18. Juli 1999)